# Idiozancla
Idiozancla is een geslacht van vlinders van de familie sikkelmotten (Oecophoridae), uit de onderfamilie Oecophorinae.

## Soorten
- I. colacma Turner, 1936
- I. pycnosticha Turner, 1936
- I. spumifera Turner, 1936